# Vajrayoguini

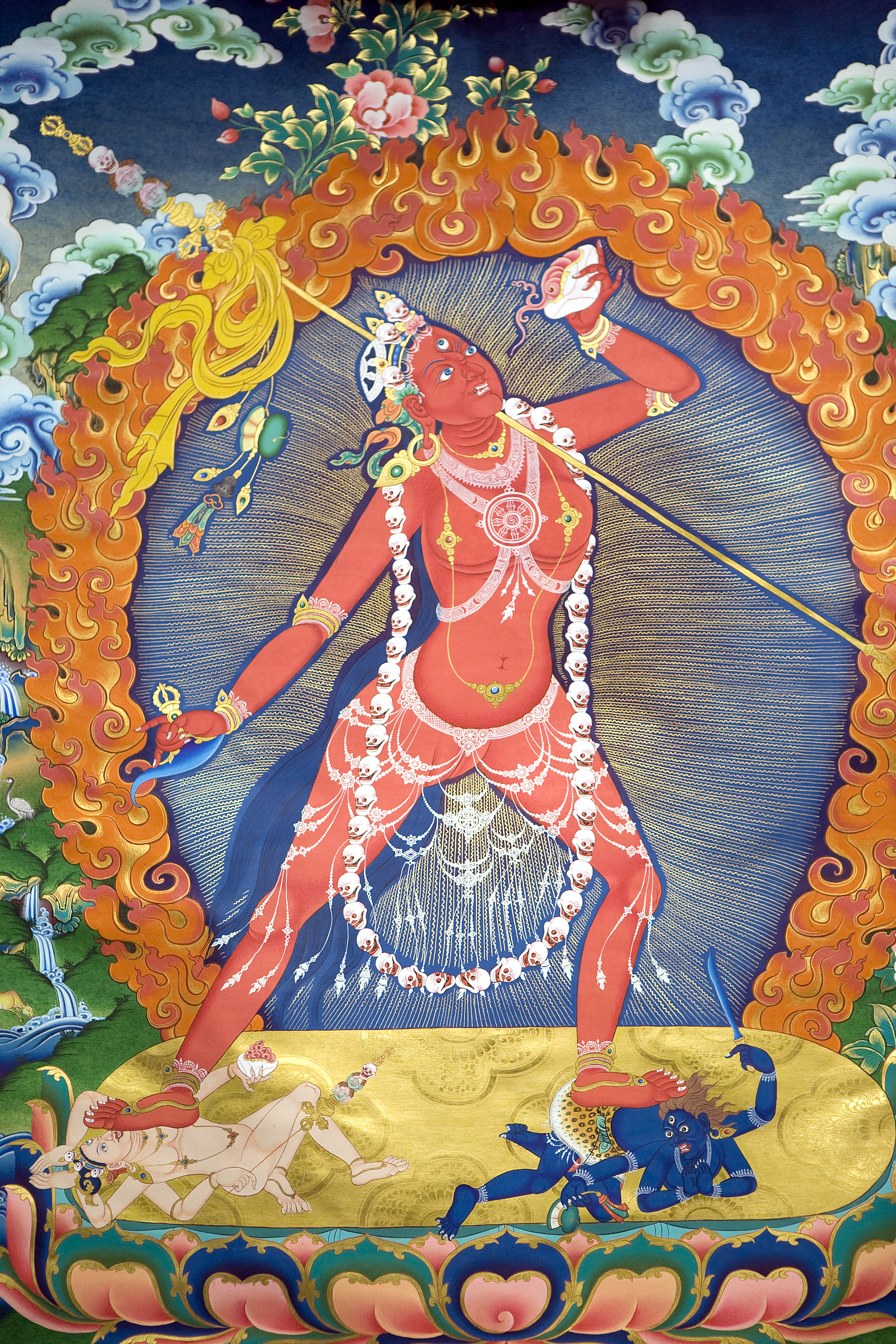
Pintura de Vajrayoguini.

Vajrayoguini (en Sánscrito: Vajrayoginī; Tibetano: Dorje Naljorma, transliterada al inglés como Vajrayogini) es una deidad utilizada como Yidam en el Anuttara Tantra o Tantra Supremo. Su práctica fue considerada por Je Tsongkhapa como una vía rápida hacia la Iluminación.
Es representada como una mujer joven, desnuda y de color rojo. Tiene un tercer ojo de forma vertical y lleva un cuchillo con mango de Vajra y en su mano izquierda un Kapala y sobre ese hombro una Khatvanga.
Su consorte es Heruka Chakrasamvara conocido simplemente como "Heruka" en la tradición Gelug.
Vajrayogini también se conoce como Vajravarahi en Vajrayana o Budismo tántrico. Ella es la encarnación femenina de las funciones cognitivas que conducen a la Budeidad.
Vajrayoguini suele representarse de forma aterradora en representaciones iconográficas. Se la representa sosteniendo una calavera y una daga en sus manos, con la pierna derecha estirada y la izquierda ligeramente doblada (alidha). Los campos de cremación la rodean por todos lados. Indica que el mundo ordinario ha muerto. Contrasta el rico mundo de la vida interior y su visión de la realidad sin distorsionar las ficciones. Por lo general, se la ve en unión (yab-yum) con Heruka, aunque se la visualiza sola. Heruka es conocido como Hevajra cuando está unido a Vajrayogini. Como tal, es muy popular en el Tíbet.
Vajrayogini puede ir acompañada de otros aspectos de sí misma, que es una expresión de la multiplicidad de fenómenos psíquicos. Por ejemplo, Vajravairocani, como en "La que revela", y es de color amarillo como el sol que todo lo ilumina. O Vajravarnani, "La que colorea", de color verde. Simboliza la más amplia gama de percepción, así como el hecho de que la visión del hombre está "coloreada". En su forma principal, Vajrayogini también se conoce como Vajradakini en su forma principal, como en "Ella que vaga por el vacío".
A diferencia de otras meditaciones, la naturaleza de la meditación de Vajrayogini es muy enérgica. Y aunque está diseñado para lidiar con el alto ritmo de nuestros “tiempos degenerados”, requiere cierta orientación. Tener un maestro calificado con un linaje probado es el mejor camino hacia Vajrayogini.